# Eopyrophorus mixtus
Eopyrophorus mixtus là một loài bọ cánh cứng trong họ Elateridae. Loài này được Haupt miêu tả khoa học năm 1950.